# Brenda Chebet
Brenda Chebet (* 6. März 2004) ist eine kenianische Leichtathletin, die sich auf den Mittelstreckenlauf spezialisiert hat.

## Sportliche Laufbahn
Erste internationale Erfahrungen sammelte Brenda Chebet im Jahr 2021, als sie bei den U20-Weltmeisterschaften in Nairobi mit 2:12,26 min in der ersten Runde im 800-Meter-Lauf ausschied. Im Jahr darauf belegte sie dann bei den Afrikameisterschaften in Port Louis in 4:17,25 min den vierten Platz im 1500-Meter-Lauf und gelangte über 800 Meter mit 2:06,17 min auf Rang sechs. Im August gewann sie bei den U20-Weltmeisterschaften in Cali in 4:04,64 min die Silbermedaille über 1500 Meter. Bei den Crosslauf-Weltmeisterschaften 2023 in Bathurst siegte sie in 23:14 min gemeinsam mit Emmanuel Wanyonyi, Mirriam Cherop und Kyumbe Munguti in der Mixed-Staffel.

## Persönliche Bestzeiten
- 800 Meter: 2:02,10 min, 4. September 2022 in Padua
- 1500 Meter: 4:04,64 min, 6. August 2022 in Cali